# Aichtal
Aichtal je město v okrese Esslingen v Bádensku-Württembersku v jižním Německu. Nachází se 18 km jižně od Stuttgartu. Patří do regionu Stuttgart (do roku 1992 region Middle Neckar) a evropského metropolitního regionu Stuttgart. V roce 2023 zde žilo přibližně 10 tisíc obyvatel.

## Historie
Dne 1. ledna 1975, během správní reformy, bylo z města Grötzingen a nezávislých obcí Aich a Neuenhaus založeno nové město Grötzingen. Po protestech z Aichu a Neuenhausu, kde se část obyvatel cítila pod tímto názvem degradována, bylo město 1. srpna 1978 přejmenováno na Aichtal.

## Geografie

### Poloha
Aichtal se nachází na jižním okraji planiny Filder v údolí řeky Aich, levého přítoku Neckaru. Od údolí Neckar je odděleno hřebeny Galgenberg, Kleinbergle a Schaichberg. Oblast Neuenhaus, tvořené Aichem a Schaichem, patří převážně k Přírodnímu parku Schönbuch.

### Struktura města
Aichtal se skládá ze tří okresů: Grötzingen (asi 4300 obyvatel; 7,68 kilometrů čtverečních), Aich (asi 3100 obyvatel; 6,11 kilometrů čtverečních) a Neuenhaus (asi 2200 obyvatel; 9,85 kilometrů čtverečních). Aich je součástí prostorově samostatné osady Rudolfshöhe, zatímco rezidenční čtvrť Bergwirtshaus je připojena ke čtvrti Grötzingen. Opuštěné vesnice jsou Bombach a Mühlstetten v Aichu, stejně jako Forsthaus, Waldbruderhaus, Grünes Häusle a Brustelberg v Neuenhausu.

### Městská oblast
Město se rozkládá na ploše 23,64 kilometrů čtverečních, z toho je 3,48 kilometrů čtverečních obydleno. Lesní plochy zabírají téměř polovinu okresu, včetně části Schönbuchu o rozloze 8,12 kilometrů čtverečních. Rozšíření městské oblasti je 11,0 km od západu na východ podél Aich a 3,4 km ve směru sever-jih.

## Politika

### Administrativní sídlo
Správním sídlem a místem zasedání městské rady je radnice v okrese Aich, postavená v roce 1966.

### Obecní zastupitelstvo
Obecní zastupitelstvo v Aichtalu má 18 členů. Obecní radu tvoří zvolení dobrovolní radní a starosta jako předseda. Starosta je oprávněn hlasovat v zastupitelstvu obce.

### Starostové
Starosta je volen v Bádensku-Württembersku na funkční období osmi let.
- 1976–1992: Manfred Stierle
- 1992–2012: Klaus Herzo
- 2012–2020: Lorenz Kruß
- 2020–2028: Sebastian Kurz

## Vzdělávání
Kromě základní a střední školy v Grötzingenu, jsou základní školy v Aichu a Neuenhausu. Střední školy se nacházejí v sousedních městech Nürtingen a Filderstadt a také v Neckartenzlingenu.

## Osobnosti
- Christoph Binder (1519–1596), protestantský duchovní
- Peter Maiwald (1946–2008), spisovatel
- Angelika Matt-Heidecker (* 1953), právnička a politička
- Rainer Zaiser (* 1955), profesor románské filologie v Kielu
- Peter Bäuerle (* 1956), chemik

## Partnerská města
- Sümeg, Maďarsko (1990)
- Ligny-en-Barrois, Francie (1998)